# Oakland (automobile)
Pour les articles homonymes, voir Oakland.

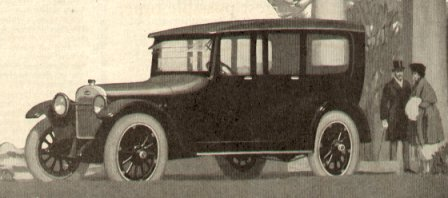
Oakland Sensible, illustration d'une publicité de 1917.

Oakland est un constructeur automobile américain du début du XXe siècle intégré à la General Motors et qui a été remplacé par la marque Pontiac.

## Histoire
Créée en 1907, la marque Oakland est donnée à la première automobile construite par la Pontiac Buggy Carriage, une société de construction de voitures hippomobiles installée dans la ville de Pontiac, Michigan.
Dessinée par Alanson P. Brush, un ancien ingénieur de Cadillac, la première Oakland dispose d'un moteur à deux cylindres de 20 ch.
En 1909, la société est rachetée par William Crapo Durant pour former son groupe General Motors. La marque lance alors sa première voiture à moteur à quatre cylindres de 3 litres puis de 4 litres de cylindrée.
La marque sort une voiture à moteur six cylindres de 6 litres en 1913. En 1916, Oakland lance une voiture à moteur V8 de 5,5 litres puis un modèle à moteur 6 cylindres de 3 litres à soupapes en tête. Ce dernier devient rapidement le seul modèle fabriqué par Oakland.
En 1923, il est remplacé par un nouveau modèle à moteur à 6 cylindres de 3 litres à soupapes latérales qui dispose de freins sur les quatre roues.
En 1926, la marque se voit adjoindre une marque compagnon, Pontiac, dans le cadre de la politique commerciale initiée par le président de la GM, Alfred P. Sloan. Contrairement aux attentes, le succès de la Pontiac est tel que ses ventes éclipsent totalement celle de sa maison mère Oakland. En 1931, la GM décide de supprimer la marque Oakland de son catalogue et de ne conserver que Pontiac.

## Source
- (en) Cet article est partiellement ou en totalité issu de l’article de Wikipédia en anglais intitulé « Oakland (automobile) » (voir la liste des auteurs).